# Lauren Southern
Lauren Cherie Southern (* 16. června 1995 Britská Kolumbie) je kanadská politická aktivistka a youtuberka. Bývá zařazována do proudu alt-right a označována za bílou nacionalistku. V roce 2015 kandidovala za Libertariánskou stranu v kanadských federálních volbách. Jako nezávislá tvůrkyně do března 2017 pracovala pro Rebel Media, 2. června 2019 oznámila svůj odchod z politického života. Následně oznámila svůj návrat na YouTube.
Je známá svou propagací konspirační teorie Grand remplacement. Stejnojmenné video na YouTube, které vydala v červenci 2017 mělo v roce 2020 již 680 000 zhlédnutí a je jí připisována zásluha na popularizaci této konspirační teorie. V roce 2017 podpořila bílou identitářskou skupinu Defend Europe, která se postavila proti působení nevládních organizací zapojených do pátrání a záchranných operací ve Středozemním moři. Byla zadržena italskou pobřežní hlídkou za blokování lodi plující na pátrací a záchrannou misi. V březnu 2018 byla vyslýchána podle zákona o terorismu ve Spojeném království a kvůli jejím záměrům během březnové návštěvy jí byl do Spojeného království vstup zakázán.
V červenci 2018 se vydala na přednáškové turné po Austrálii společně se Stefanem Molyneuxem. V srpnu 2018 byl její pokus o obdobné turné na Novém Zélandu neúspěšný. Rada v Aucklandu zrušila její rezervaci městských prostor a znemožnila jí jejich využití s tím, že jejím cílem je vyvolat etnické nebo náboženské napětí.

## Vzdělání a osobní život
Narodil se v Surrey v Britské Kolumbii. Studovala politologii na University of the Fraser Valley, kde dokončila dva roky studia bez získání titulu. Prohlásila, že školu opustila, protože „to bylo plýtvání penězi na zaplacení znalostí, které mohla získat sama.“
V dokumentu o alt-right produkovaném serverem The Atlantic prohlásila, že její tehdejší přítel, se kterým má dítě, není bílý. Dne 29. ledna 2020 zveřejnila na Instagramu oznámení, že od svého odchodu z veřejného života se provdala a porodila syna a zároveň oznámila přání zachovat svůj rodinný život v soukromí. Od roku 2020 žije v australském Sydney se svým australským manželem.

## Politická kariéra
V roce 2015 kandidovala v kanadských federálních volbách za Libertariánskou stranu v okrese Langley – Aldergrove. Tato strana ji během kampaně z kandidátky na chvíli stáhla, ale nakonec byla na kandidátku navrácena zásluhou podpory zpravodajského portálu Breitbart News a The Rebel Media. Volby vyhrál konzervativní kandidát Mark Warawa. Southern skončila poslední s 535 hlasy, což bylo 0,9 % z celkového počtu hlasů.

## Názory
Je obecně řazena mezi osoby směru alt-right a zároveň je označována za krajně pravicovou, případně pouze za pravicovou osobu. Označení „alt-right“ ale odmítá. Southern Poverty Law Center označilo její videa za antifeministická, xenofobní, islamofobní a s prvky naznačujícími možné zařazení mezi bílý nacionalismus. Staví se proti multikulturalismu a hnutí Black Lives Matter nazvala „teroristickou organizací“.

### Genderová identita
Prohlásila, že lidé s poruchou genderové identity trpí ve skutečnosti bludy a dodala že se "jedná o tělesnou dysmorfii a to je duševní nemoc“. Kritizovala právní uznání možnosti změny pohlaví, protože lidé, kteří k tomuto kroku přistupují, mohou být nepoctiví.
Vymezila se vůči feminismu a uvedla, že ženy „nejsou psychologicky rozvinuté k tomu, aby zastávaly vedoucí pozice“, a „nebudou tak výkonné jako Chief executive officer“. V roce 2015 se zúčastnila SlutWalk a držela ceduli s nápisem „Na Západě neexistuje žádná kultura znásilnění“. Rovněž uvedla, že řešit tento problém je „šílené“.

### Multikulturalismus
Je také proti multikulturalismu.

### Rasa
Hájila amerického neonacistu Richarda B. Spencera, který ve svém projevu na setkání bílých nacionalistů řekl „Hail Trump“, a vyzval k mírovému etnickému vyčištění Ameriky. Sama prohlásila: „Richard Spencer není bílý rasista, je bílý nacionalista. Věří v bílý etnostát, nevěří v nadřazenost bílých.“
Byla označována i za zastánkyni konspirační teorie o genocidě bílé rasy. V roce 2018 produkovala dokument Farmlands, v němž tvrdí, že rasově motivované útoky na farmy v Jižní Africe mohou být předzvěstí hrozící genocidy, což pro bílé nacionalisty představuje časté sdílené téma. Při výrobě dokumentu spolupracovala s účastníkem protestů Charlottesville Unite the Right Simonem Rochem, který je mluvčím rasistické, etnonacionalistické (völkisch) afrikánské organizace Suidlanders. V roce 2017 vytvořila video o konspirační teorii Grand remplacement, které předpokládá, že přistěhovalectví povede ke genocidě bílých Evropanů. Její video je považováno za faktor, který pomohl popularizovat tuto konspirační teorii.

### Náboženství
Když byla dotázána na své náboženství, konkrétně zda je křesťanka, uvedla, že není, ale že je hledající.